# Trischler József
Trischler József németül: Josef Trischler szerbül: Јозеф Тришлер (Boróc, 1903. március 20. – München, 1975. december 18.) bácskai német mérnök, politikus, aki három ország állampolgáraként, mindhárom parlamentbe bejutott mint országgyűlési képviselő.

## Élete
A középiskolát a német tannyelvű zsombolyai reálgimnáziumban végezte (ekkor Zsombolya még a Szerb-Horvát-Szlovén Királyság része volt), ahol 1923-ban érettségizett, majd a Müncheni Műszaki Főiskolán szerzett diplomát 1929-ben. Hazatérve a Német Mezőgazdasági Szövetkezeti Központban kezdett dolgozni, és német nyelvű mezőgazdasági szakcikkeket publikált. Trischler a bácskai német népcsoport egyfajta gazdasági vezetője lett az 1930-as évekre. 1939. február 8-án a Palánkai járás (Бачкопаланачки срез) képviselőjeként jutott be a Szkupstinába, vagyis a szerb parlamentbe. Novemberben már belépett az akkori kormánypárt, a Jugoszláv Radikális Unió tagjai közé, ahol helyet kapott a főválasztmányban.
A Délvidék visszatértét követően, 1941 őszén  Bárdossy László miniszterelnök és Basch Ferenc, a Volksbund vezetője közösen egyeztettek, hogy a visszatért területeken élő népi németek közül kiket hívjanak be a magyar országgyűlésbe képviselőnek. (Az ún. visszatért területeken választói névjegyzék híján választást tartani nem lehetett, ezért lakosságszám arányosan megállapított számú személy behívással (meghívással) lett országgyűlési képviselő,) Három személyt választottak ki, Trischler mellett Hamm Ferencet és Spreitzer Józsefet, akik - további 23 délvdékről behívott képviselőtársukkal együtt - 1942. február 9-én foglalták el helyüket az országgyűlésben. Kezdetben a kormányzó Magyar Élet Pártjának tagjaként, majd 1944 júniusától a Hamm Ferenc által létrehozott, és elnökölt Német Nemzeti Szocialista Törvényhozók Blokkja nevű frakcióban ült az országgyűlésben. Előbb a Földmívelésügyi, majd 1944 novemberétől a Közgazdasági és Közlekedésügyi bizottság tagja volt. Az 1940-es években a futaki gazdasági iskola igazgatója volt, emellett élénken részt vett mind a helyi közéletben - tagja az Autoclubnak és a Hubertus Vadász Szövetségnek -, mind az országos politikában nemzetiszocialista volksbundistaként a parlamentben. A front közeledtével - feltehetően 1944 októberében - átköltözött Budapestre, majd 1945 elején Ostmarkba, vagyis a németek által megszállt volt Ausztriába menekült, Magyarországra már feltehetően nem tért vissza.
1946 elején ugyan felkerült a neve egy Magyarországon összeállított, háborús bűnösöket tartalmazó listára, de kiadatására nem került sor. Münchenben telepedett le, ahol egy vegyészeti vállalat társtulajdonosa lett. A délkelet-európai államokból elűzött németek megbízottjaként működött egy németországi szervezetben (Menekültek főbiztossága - Flüchtlings-Notparlament). Az 1948-ban alapított Német Szabaddemokrata Párt (FDP) tagjaként a Bajor Szabadállam képviseletében, pótlistán jutott be a Bundestagba 1949-ben, ahol 1953-ig volt képviselő, és Elsősorban a németül beszélő elűzöttek jogaiért küzdött. Később a Kereszténydemokrata Unió (CDU) tagja lett, majd 1958-ban visszavonult az aktív politizálástól.
Utólagos németországi megítélése ellentmondásos: míg egyesek kihangsúlyozzák, hogy bár opportunista volt, nem volt tagja a Nemzetiszocialista Német Munkáspártnak, egyszerűen a német nemzetiség kiemelkedő személyiségének tekintik. Mások azonban emlékeztetnek, hogy mivel nem volt a Német Birodalom állampolgára, így nem is lehetett volna tagja a náci pártnak, vagyis nem az ő döntése, hanem a körülmények miatt nem volt NSDAP-tag. Munkássága alapján azonban náci szimpatizáns volt, aki lelkes támogatója volt a náci diplomáciának és politikának, sőt, Magyarországon is egy nyíltan nemzetiszocialista párt tagjaként futott be politikai karriert.